# Hans Magnus Enzensberger
Hans Magnus Enzensberger (Kaufbeuren, 11 november 1929 – München, 24 november 2022) was een Duits schrijver, dichter, vertaler en redacteur, woonachtig te München. Hij schreef ook onder het pseudoniem Andreas Thalmayr.

## Biografie
Enzensberger werd geboren in 1929 in Kaufbeuren. In 1931 verhuisde de familie Enzensberger naar Neurenberg. Hun buurman was Julius Streicher, de oprichter en uitgever van Der Stürmer. Hans Magnus sloot zich in zijn tienerjaren aan bij de Hitlerjugend, maar werd al snel weggestuurd. Volgens eigen zeggen kwam dit doordat hij niet in het gareel kon blijven.
Enzensberger studeerde literatuur en filosofie aan de universiteiten van Erlangen, Freiburg, Hamburg en aan de Sorbonne in Parijs. In 1955 promoveerde hij op een dissertatie over de poëzie van Clemens Brentano. Tot 1957 werkte hij als radioredacteur in Stuttgart. Hij nam deel aan bijeenkomsten van de literaire beweging Gruppe 47. Van 1965 tot 1975 was hij redacteur van het tijdschrift Kursbuch. Sinds 1985 was hij redacteur van de prestigieuze bibliofiele boekenreeks Die Andere Bibliothek, uitgegeven in Frankfurt, die uitgroeide tot bijna 250 titels. Enzensberger was ook de oprichter van het maandblad TransAtlantik. Zijn werk werd in meer dan 40 talen vertaald.
Hij overleed op 93-jarige leeftijd.

## Werk
Hoewel hij in de eerste plaats een dichter en essayist was, was hij ook actief in theater, film, opera, radiodrama, reportages en vertalingen. Hij schreef romans en diverse boeken voor kinderen zoals Telduivel, over een jongen Robert, die twaalf nachten lang droomt over een duivel die hem elementaire wiskunde bijbrengt. Hij was co-auteur van Die Suche, een boek voor Duits als vreemde taal. Hij vond een machine uit die automatisch gedichten samenstelt en hielp mee aan de bouw ervan. Het werd gebruikt tijdens het Wereldkampioenschap voetbal in 2006 om commentaar te geven bij de wedstrijden.

## Onderscheidingen
- 1963 - Georg-Büchner-Preis;
- 1985 - Heinrich-Böll-Preis;
- 1993 - Erich-Maria-Remarque-Friedenspreis;
- 1998 - Heinrich-Heine-Preis;
- 2002 - Prince of Asturias Award for Communication and Humanities;
- 2009 - Griffin Poetry Prize Lifetime Recognition Award
- 2010 - Sonningprisen – Deense cultuurprijs,toegekend voor het "Bewonderenswaardig werk ten behoeve van de Europese Cultuur".